# Ван Тяньпу
Ван Тяньпу́ (кит. упр. 王天普, род. 1962) — китайский химик, химик-технолог и предприниматель. Президент компании Sinopec, которая является одной из трёх крупнейших государственных нефтяных компаний в Китае.

## Биография
Ван Тяньпу родился в 1962 году в провинции Шаньдун. В июле 1985 года он получил учёную степень бакалавра техники в органической химической инженерии в школе химического машиностроения в Циндао. В июле 1996 года получил степень магистра делового администрирования в Даляньском технологическом университете. В августе 2003 года получил степень доктора химических наук в Чжэцзянском университете в Ханчжоу.
С августа 2001 года по апрель 2003 года Ван был вице-президентом компании Sinopec. С апреля 2003 года по март 2005 года был главным вице-президентом Sinopec. В марте 2005 года стал президентом компании. С мая 2006 года был избран в совет директоров в Sinopec.
В январе 2017 года приговорен к лишению свободы на 15,5 года за взяточничество. 